# A Beautiful Mind
A Beautiful Mind (Una mente maravillosa en España, Una mente brillante en Hispanoamérica) es una película de drama biográfico estadounidense del año 2001. Basada en la novela homónima de Sylvia Nasar, que fue candidata al Premio Pulitzer en 1998, cuenta la vida de John Forbes Nash, ganador del Premio Nobel de Economía en 1994. La dirección de la película y la redacción del guión estuvieron a cargo de Ron Howard y Akiva Goldsman, respectivamente. Entre el reparto de la cinta se encuentra Russell Crowe (protagonista) y Ed Harris, Jennifer Connelly, Paul Bettany y Christopher Plummer en los papeles secundarios. La historia comienza en los primeros años de vida de un joven prodigio de las matemáticas llamado John Nash, quien comienza a desarrollar una esquizofrenia paranoide y a sufrir delirios, mientras ve penosamente cómo esto afecta a su condición física, a sus relaciones familiares y amistosas. 
La película se estrenó en los cines de Estados Unidos el 21 de diciembre de 2001, recaudando más de 313 millones de dólares estadounidenses a nivel mundial.Además, ganó cuatro Premios Óscar: mejor película, mejor director, mejor actriz de reparto y mejor guión adaptado, siendo, asimismo, candidata en las categorías de mejor actor, mejor banda sonora, mejor montaje y mejor maquillaje. Igualmente, recibió 28 premios más y fue candidata a otros 51.
A Beautiful Mind fue favorablemente acogida por buena parte de los críticos, pero también negativamente por otros debido a algunos datos erróneos de la vida de Nash que se muestran en la película.

## Argumento
En 1947, John Nash (1928 - 2015) (Russell Crowe) llega a la Universidad de Princeton. Es co-receptor, con Martin Hansen (Josh Lucas), de la prestigiosa beca Carnegie para las matemáticas. En la recepción se encuentra con un grupo de matemáticos prometedores y estudiantes de posgrado de ciencias, Richard Sol (Adam Goldberg), Ainsley (Jason Gray-Stanford), y Bender (Anthony Rapp). También conoce a su compañero de cuarto Charles Herman (Paul Bettany), un estudiante de literatura, y comienza una amistad poco probable.
Nash está bajo creciente presión por publicar, ya por exigencias del presidente del Departamento de Matemáticas como por su rivalidad con Hansen. Pero se niega hasta que encuentre una idea realmente original. Alcanza la inspiración cuando él y sus compañeros de posgrado discuten en un bar sobre cómo abordar a un grupo de mujeres. Hansen cita a Adam Smith y aboga por "sálvese quien pueda", pero Nash argumenta que un enfoque cooperativo podría conducir a mejores posibilidades de éxito. Esto da lugar a un nuevo concepto gobernado de dinámica, que desarrolla y publica Nash. Sobre esta base, obtiene un puesto en el MIT, donde Sol y Bender se reúnen con él.
Años más tarde, Nash es invitado al Pentágono para descifrar el código de las telecomunicaciones del enemigo. Es capaz de hacerlo mentalmente, ante el asombro de otros descifradores de códigos. Él considera sus tareas habituales en el MIT poco interesantes y por debajo de su talento, por lo que se complace en recibir una nueva asignación del misterioso supervisor William Parcher (Ed Harris) del Departamento de Defensa de los Estados Unidos, para buscar patrones en las revistas y periódicos para frustrar un complot soviético. Nash se vuelve cada vez más obsesionado con la busca de estos patrones ocultos y se cree perseguido cuando deposita sus resultados en un buzón secreto.
Mientras tanto, una estudiante, Alicia Lardé (Jennifer Connelly), le invita a cenar y se enamoran. En una visita a Princeton, Nash se encuentra con Charles y conoce a la joven sobrina de Charles, Marcee (Vivien Cardone), a quien adora. Con el apoyo de Charles, le propone a Alicia y se casan.
Nash empieza a temer por su vida después de ser testigo de un tiroteo entre Parcher y agentes soviéticos. Dice a Parcher que quiere renunciar a su misión especial, pero Parcher le chantajea para que se quede. Mientras da una conferencia en la Universidad de Harvard (con Charles y Marcee), Nash intenta huir de lo que parecen ser agentes extranjeros, encabezados por el Dr. Rosen (Christopher Plummer). Después de golpear a Rosen en un intento de huir, Nash es sedado por la fuerza y enviado a un centro psiquiátrico. Él cree que el centro está dirigido por los soviéticos.
El Dr. Rosen dice a Alicia que Nash tiene Esquizofrenia y que Charles, Marcee y Parcher sólo existen en su imaginación. Alicia investiga y finalmente se enfrenta a Nash con los documentos sin abrir que había entregado al buzón secreto. Nash es tratado con shock de insulina y finalmente liberado. Sintiéndose frustrado por los efectos secundarios de la medicación antipsicótica que está tomando, en secreto deja de tomarlas. Esto provoca una recaída y la reaparición de Parcher.
Después de un incidente en el que Nash pone en peligro a su hijo pequeño y accidentalmente golpea a Alicia y al bebé en el suelo (pensando que Parcher está presente, dispuesto a matarla), Alicia huye de la casa por temor de lo que pueda pasar a su hijo. Nash camina adelante de su coche para evitar que ella se vaya. Él le dice a Alicia: "Ella nunca crece", en referencia a Marcee: a pesar de los años que han pasado desde su primer encuentro, se ha mantenido exactamente en la misma edad y es todavía una niña. Con esto, finalmente acepta que, si bien las tres personas parecen reales, son de hecho parte de sus alucinaciones. Contra el consejo del Dr. Rosen, Nash decide no reiniciar la medicación, creyendo que puede enfrentar los síntomas de otra manera. Alicia decide quedarse y apoyarlo.
Nash se acerca a su viejo amigo y rival, Martin Hansen, ahora jefe del departamento de matemáticas de Princeton, quien le concede permiso para trabajar fuera de las clases de la biblioteca y de auditoría. Pasan los años y conforme Nash envejece aprende a ignorar sus alucinaciones. Con el tiempo se gana el privilegio de enseñar de nuevo.
En 1994, sus compañeros profesores le honran por su logros en matemáticas, y gana el Premio Nobel de Economía gracias a su revolucionario trabajo en la Teoría de los Juegos. En la escena final, Nash y Alicia se marchan del auditorio de Estocolmo; Nash ve entonces a Charles, Marcee y Parcher de pie, a un lado, observándole.

## Reparto
| Actor                                      | Personaje       |
| ------------------------------------------ | --------------- |
| Russell Crowe                              | John Nash       |
| Ed Harris                                  | William Parcher |
| Jennifer Connelly                          | Alicia Nash     |
| Christopher Plummer                        | Dr. Rosen       |
| Paul Bettany                               | Charles Herman  |
| Adam Goldberg                              | Richard Sol     |
| Josh Lucas                                 | Martin Hansen   |
| Anthony Rapp                               | Bender          |
| Jason Gray-Stanford                        | Ainsley Neilson |
| Judd Hirsch                                | Helinger        |
| Austin Pendleton                           | Thomas King     |
| Vivien Cardone                             | Marcee Herman   |
| Killian, Christian y Daniel Coffinet-Crean | Bebe            |

## Premios
La película ganó cuatro de los nueve Óscars a los que optaba, incluyendo el de mejor película, además de ganar varios Globos de Oro, entre ellos el de mejor película dramática.

### Premios Óscar
| Año  | Categoría               | Receptor                   | Resultado |
| ---- | ----------------------- | -------------------------- | --------- |
| 2001 | Mejor Película          | Brian Grazer Ron Howard    | Ganadora  |
| 2001 | Mejor Director          | Ron Howard                 | Ganador   |
| 2001 | Mejor Actor             | Russell Crowe              | Candidato |
| 2001 | Mejor Actriz de Reparto | Jennifer Connelly          | Ganadora  |
| 2001 | Mejor Guion Adaptado    | Akiva Goldsman             | Ganador   |
| 2001 | Mejor Banda Sonora      | James Horner               | Candidato |
| 2001 | Mejor Montaje           | Mike Hill Daniel P. Hanley | Nominados |
| 2001 | Mejor Maquillaje        | Greg Cannom                | Candidato |